# Olympic Air
Olympic Air är det näst största grekiska flygbolaget, räknat i antal destinationer, bildat från privatiseringen av det tidigare statliga flygbolaget Olympic Airlines. Olympic Air inledde begränsad verksamhet den 29 september 2009, efter Olympic Airlines upphört med all verksamhet, med det officiella fullskaliga öppnandet av företaget ägde rum två dagar senare, den 1 oktober 2009. Dess huvudsakliga nav är Aten-Elefthérios Venizélos internationella flygplats, med Thessaloniki och Rhodos internationella flygplatser som sekundära nav. Flygbolaget har sitt huvudkontor i Koropí.
Flygbolaget använder sig av IATA-koden OA som den ärvt från Olympic Airlines och ICAO-koden OAL. Flygbolaget lanserades ursprungligen IACO-koden NOA, men uppges senare ha köpt OAL-koden som används av Olympic Airlines för 20 miljoner dollar.
Den 22 februari 2010 meddelade Olympic Air och huvudkonkurrenten Aegean Airlines de hade nått ett avtal om att slå samman sin verksamhet och avveckla varumärket Aegean. Efter en utredning av Europeiska konkurrenskommissionen meddelade man den 26 januari 2011 att fusionen  stoppades då det tilltänkta bolaget i stort sett skulle bli ett monopol.

## Historia

### Pantheonförslaget
Den 16 september 2008 meddelade den grekiska regeringen att en större omstrukturering av Olympic Airlines, med hjälp av "Pantheon Airways" skulle genomföras. Syftet var att återlansera Olympic som ett privat flygbolag. Pantheon skulle fungera parallellt med Olympic Airlines fram till april 2009, då Olympic Airlines skulle läggas ned och Pantheon skulle ta över de flesta av flyglinjerna. Pantheon skulle då döpas om med "Olympic"-varumärket och logotypen med de sex ringarna. Den nya Olympic Air skulle inte vara en direkt efterträdare till Olympic Airlines eller Airways, och skulle inte direktanställa någon av de tidigare anställda eller ta över tillgångar direkt.
I februari 2009 genomfördes ett internationellt anbudsförfarande avseende försäljning av de tre företagen och tillgångarna i Olympic Airlines Group (flygveksamhet, underhåll, marktjänster) och Pantheon Airways, eftersom anbud som inlämnats av kandidaterna inte ansågs tillfredsställande av regeringen. Efter kollapsen av detta försök att sälja företaget förlängde tidigare transportminister Kostis Hatzidakis en inbjudan till finansiella grupper att gå vidare till direkta förhandlingar om försäljning av koncernen. Först att reagera var Marfin Investment Group (MIG), den största investeringsfonden i Grekland, som lämnade in ett anbud om att köpa flyg- och underhållsverksamheten i koncernen. Dessutom lämnade Swissport ett erbjudande att köpa verksamheten inom marktjänster. Den 4 mars 2009 erbjuder Aegean Airlines och grekisk-amerikanska konsortiet Chrysler Aviation sig att köpa koncernen. Emellertid kunde inte anbudet gällande Aegean Airlines accepterats eftersom det nya flygbolaget skulle kontrollera över 95% av landets inrikeslinjer, medan regeringens finansiella rådgivare inte kunde avgöra om Chrysler Aviation var i en finansiell situation för att kunna genomföra sitt bud.

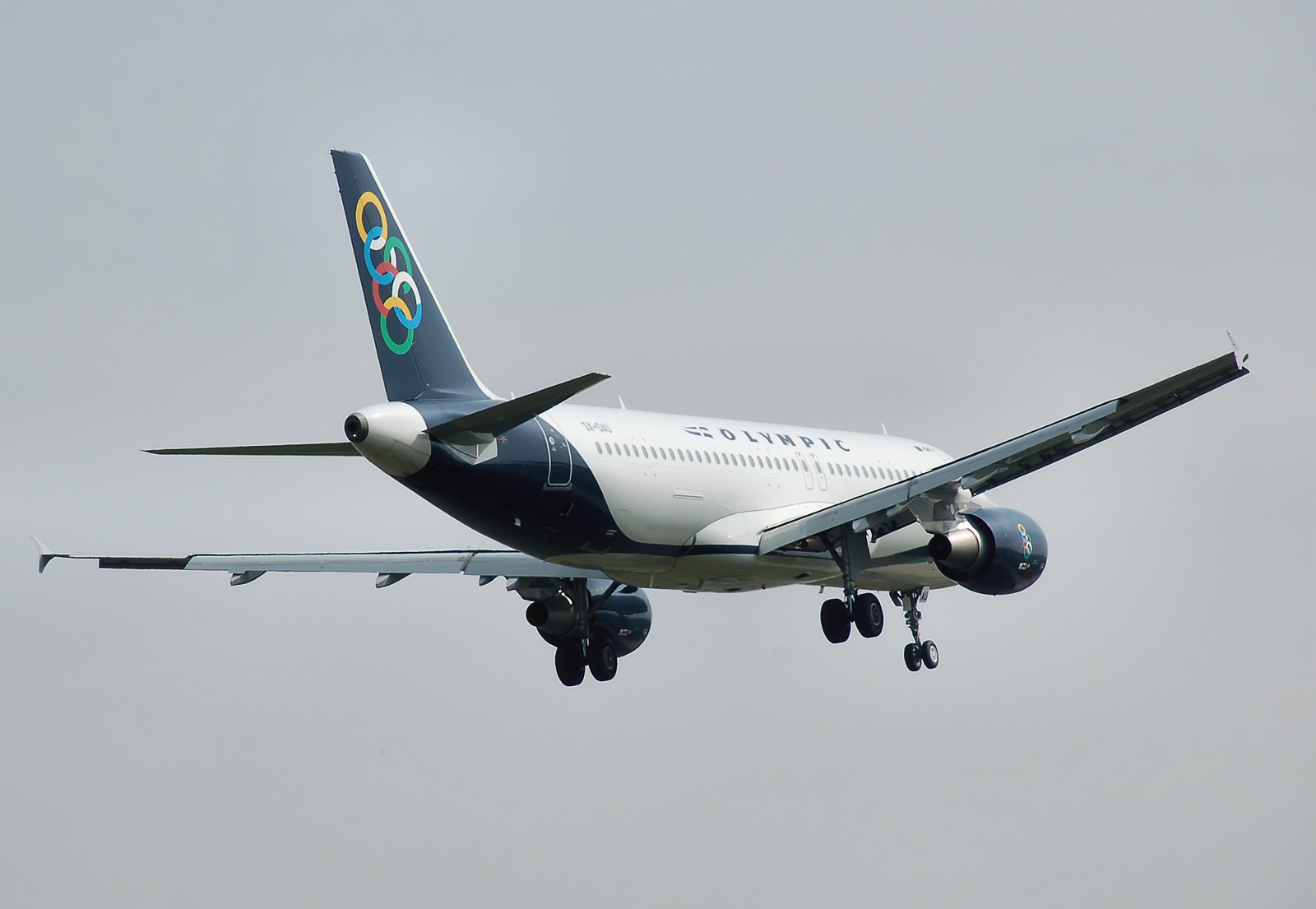
En Airbus A320-200 landar på London Heathrow Airport. (2010)

### MIG-epoken
Den 6 mars 2009 meddelade utvecklingsminister Kostis Hatzidakis försäljningen av underhålls- och flygverksamheten till MIG. Förhandlingarna med Swissport fortsatte i ytterligare en vecka, för att underlätta ett kommersiellt avtal mellan MIG och Swissport. Det var ett avtal som inte nåddes och MIG meddelade att de därför även skulle ta över koncernens marktjänster.
Som ett resultat blev Olympic efter 35 år av statlig kontroll och 10 år av misslyckade försäljningar återigen ett privat bolag. De nya ägarna planerade att säkra ungefär 4 000 av de 8 500 jobben i koncernen.
Som en del av sin affär med den grekiska staten köpte MIG tillgångarna i Pantheon Airways samt ensamrätt till varumärket "Olympic" och logotypen med de sex ringarna. De förvärvade även rätten att använda de två hangarer, fraktenheten Olympic Airways Services och andra anläggningar på Atens internationella flygplats i 25 år. Det nya flygbolaget planerade att endast behålla 65 % av flygverksamheten i förhållande till Olympics flygverksamhet under sommaren 2008, i enlighet med en regel som sattes av EU under godkännandet av försäljningen.
Flygbolaget var även tvunget att ge upp sitt monopol på de dåvarande statligt subventionerade ö-rutterna och dela dem lika med andra grekiska flygbolag.
Olympic Handling, som nya marktjänstföretaget heter, startade sin verksamhet den 29 juni, följt av det nya underhållsföretaget Olympic Engineering och slutligen, den 29 september, bytte det nya flygbolaget officiellt namn till Olympic Air.
Det nya namnet på bolaget offentliggjordes under ett anbud att modernisera och omforma logotypen på det nya flygbolaget. Denna upphandling följde en tidigare som krävde designers att utforma en ny design för flygbolagets uniformer. Strax efter affären genomfördes tillkännagav MIG rekryteringsprocessen för de tre nya bolagen, samt nya anbud för förvärv eller leasing av nya flygplan.

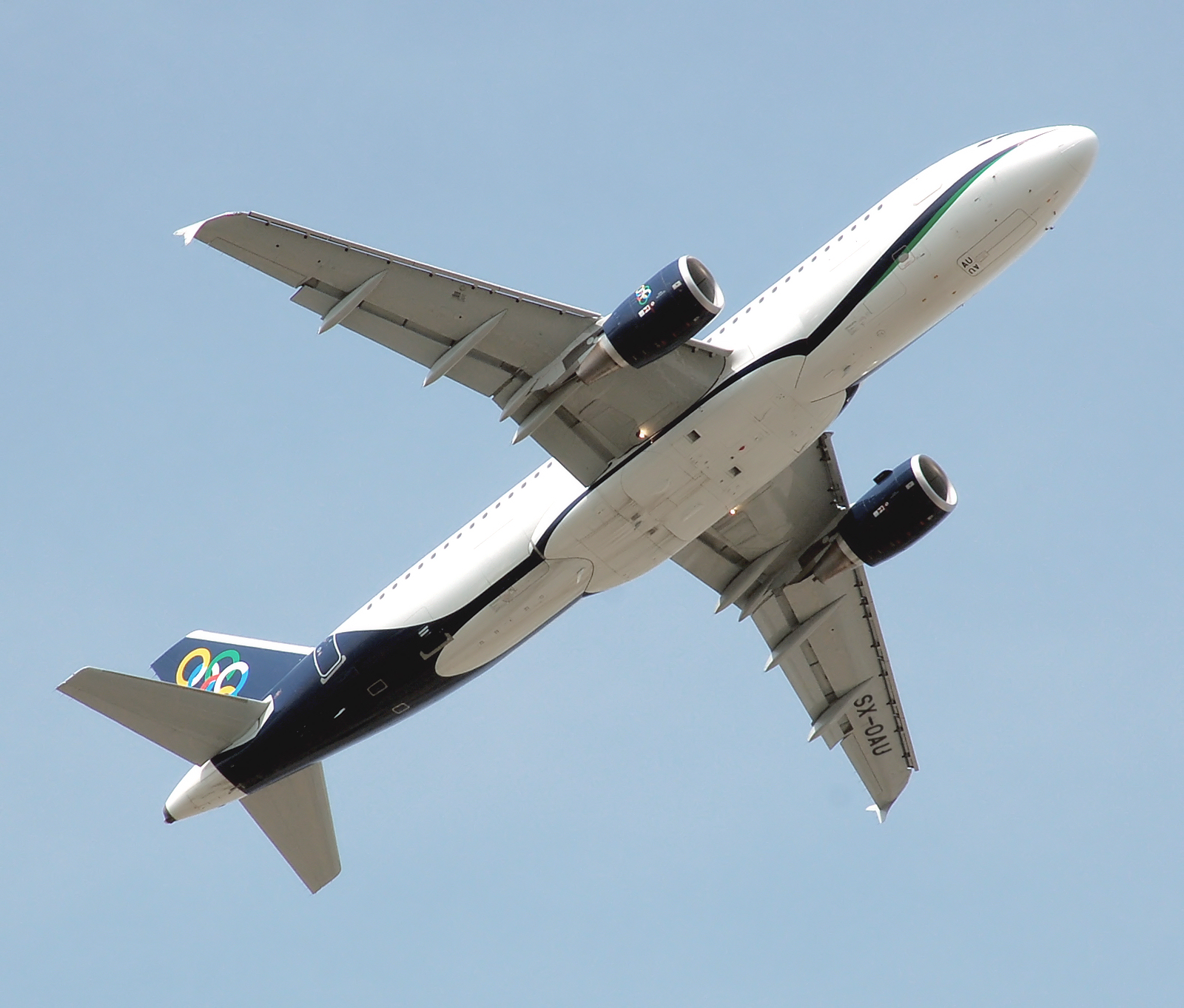
En Airbus A320-200 från Olympic Air flyfter från London-Heathrow flygplats 2010

Olympic Air beställde åtta nya Bombardier Dash 8 under Paris Air Show 2009, varav fyra Q400 NextGen, som är inköpta för att täcka inrikes- och Balkan-rutter och kommer att börja levereras i juli 2010. Flygbolaget placerade även optioner på ytterligare åtta enheter av flygplanstypen.
Olympic leasade totalt 14 A320-flygplan för användning från och med september 2009, och planerar att beställa sina egna flygplan från antingen Airbus eller Boeing i en nära framtid.
På en presskonferens den 17 september 2009 meddelade MIG:s vd Andreas Vgenopoulos nya code share-överenskommelser och konstaterade att Olympic Air också har planer på att ansluta sig SkyTeam i framtiden. Vgenopoulos uppgav vidare att han ville göra företaget till en regional ledare, och senare ett av de största flygbolagen i världen om möjligt. Olympic Air planerade att anställa cirka 5 000 anställda, av vilka en del omfattade de tidigare 8 100 statliga anställda med nya förhandlade kontrakt. Dessutom uppgav Vgenopoulos att företaget skulle uppfylla sitt åtagande att ge den nya regeringen tre månader för att förstatliga Olympic ifall det önskades. Vgenopoulos sade också att en ny flygplansorder skulle tillkännages inom kort, för att ersätta nuvarande flygplan när deras kontrakt löpte ut.
Under invigningsceremonin den 1 oktober 2009 uppgav MIG:s vd Andreas Vgenopoulos att Olympic Air fortfarande innehar exklusiva rättigheter i varumärket Macedonian Airlines och att man planerar att återuppta flygbolaget som ett dotterbolag till Olympic Air. Det nya dotterbolaget skulle vara baserat i Thessaloniki, med syfte att tjäna turism och företagens behov i regionen. Flygbolaget kommer att inleda sin verksamhet under våren 2010.
I oktober 2009 konstaterade verkställande direktör Antonis Simigdalas i en intervju med ATWOnline att Olympic nu flög runt 10 000 passagerare per dag med en inhemsk marknadsandel på cirka 30 procent. Simigdalas sade vidare att det nya Olympic Air var cirka 35 procent mindre än den gamla Olympic Airlines, och att Olympic Air planerar egna långdistansflygningar, inom en tidsram på 12 månader. När det gäller lönsamhet uppgav Simgdalas att, under de nuvarande ekonomiska förhållandena, förväntas Olympic Air att göra sin första vinst under 2012. Han noterade vidare att markverksamheten redan var lönsam. I en intervju med Flight International uppgav Simigdalis att Olympic Airs inhemska marknadsandel hade ökat till 47 procent i december 2009. Han uppgav vidare att han förutspår att flygbolaget kommer att gå plus minus noll under 2011.

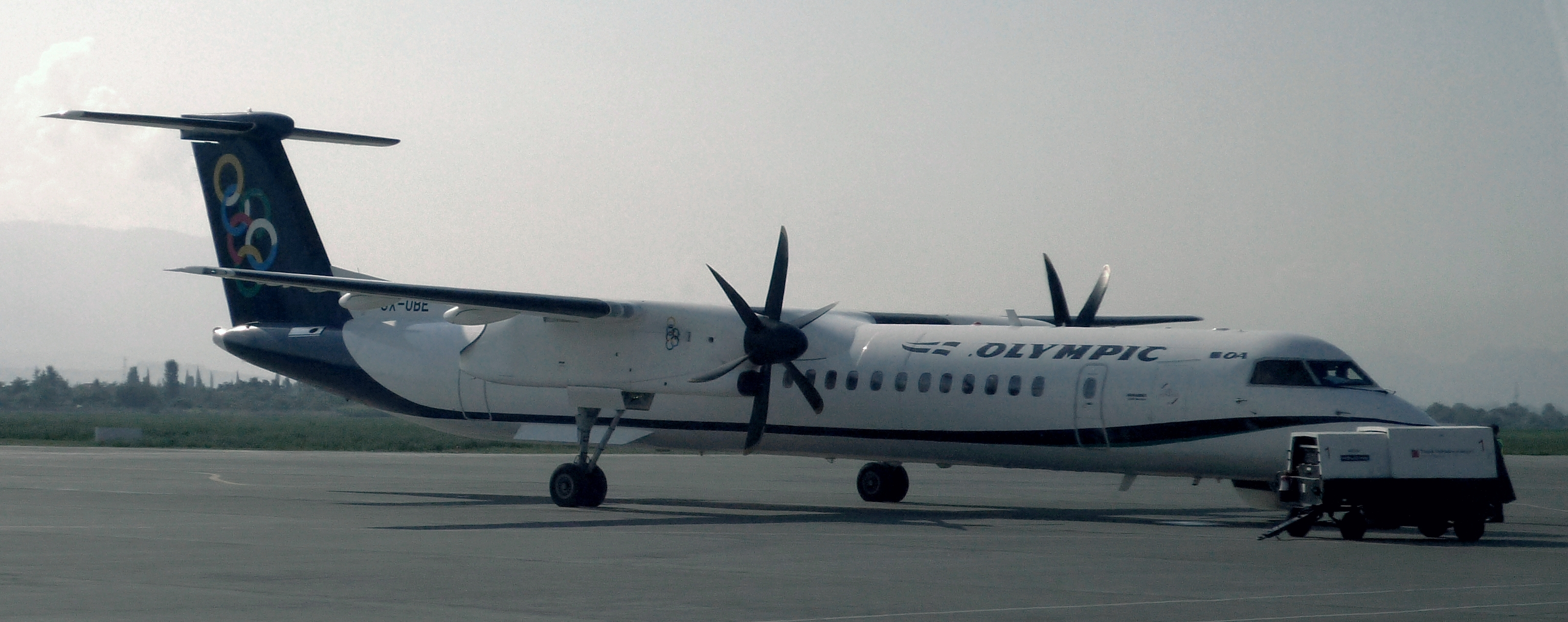
En Bombardier Dash 8 Q400 från Olympic Air på Tiranas internationella flygplats Moder Teresa

Den 6 december 2009 meddelade Olympic Air att de har valts som officiell transportör av Greklands olympiska kommitté under tre år från 2010 till 2012. Olympic Air har  åtagit sig att tillhandahålla fri transport av grekiska OS-delegationer till vinter-OS 2010 i Vancouver och sommarspelen i London 2012. Den 10 december 2009 meddelade företaget att mobiltelefonincheckning nu är tillgänglig för flyg som avgår från Atens flygplats, vilket gör Olympic till det första grekiska flygbolaget att erbjuda denna tjänst. Som en del av sitt CSR-program meddelade Olympic att de skulle starta ett utbildningsprogram, "En dag på museet", genom att transportera 3 500 studenter från Cypern till det nya Akropolismuseet i Aten från 29 januari 2010.

### Sammanslagningen med Aegean Airlines
I februari 2010 påbörjade aktieägare att diskutera ett samarbete mellan huvudkonkurrenten Aegean Airlines och Olympic Air avvisar inte ryktena om en eventuell sammanslagning. Den 22 februari 2010 meddelade Olympic Air och Aegean Airlines att de har kommit överens om att genomföra en fusion. Det nya sammanslagna flygbolaget skulle bära Olympics namn och logotyp, efter en övergångsperiod där både flygbolag märken skulle användas parallellt. Varumärket Aegean skulle upphöra att existera efter övergångsperioden. Dessutom skulle Olympic Ground Handling och Olympic Engineering bli 100-procentiga dotterbolag till det nya bolaget.
Den enda aktieägaren i Olympic Air, Marfin Investment Group och huvudägaren i Aegean, Vassilakis Group, skulle vardera ha 26,6 % av antierna i det sammanslagna företaget, medan grupperna av Laskaridis, V. Constantakopoulos, G. David och L. Ioannou samt Piraeus Bank alla skulle behålla sin proportionella andelar i form av 46,8 % av aktierna i det nya bolaget, vilket ger Aegean 73,4 % av de totala aktierna i det nya bolaget. Det  meddelades också att det nya bolaget skulle noteras på Atenbörsen. Ett beslut om sammanslagningen förväntades ursprungligen att ges från Europeiska konkurrenskommissionen i slutet av september 2010.
Enligt ett pressmeddelande från Aegean och MIG skulle Aegeans ordförande Theodoros Vassilakis och Olympics ordförande och VD Andreas Vgenopoulos förväntades leda det nya bolaget. Vassilakis uppgav att en av orsakerna till fusionen var storleken på deras konkurrenter i EU, vilket gjorde det nödvändigt för Greklands två största flygbolag att gå samman för att skapa ett flygbolag med större närvaro på den europeiska marknaden samt sömlös täckning av även de mest avlägsna öarna i Grekland. Vgenopoulos sade vidare att sammanslagningen skulle bevara och stärka varumärket Olympic, en del av Greklands nationella tradition.
Vid tidpunkten för sammanslagningen tillkännagivandet var Aegean på väg att bli fullvärdig medlem i Star Alliance, medan Olympic Air knöt band med SkyTeam före fusionen. Trots detta meddelades det att Aegeans Star Alliance-process skulle fortsätta för att garantera en smidig övergång av det sammanslagna företaget till Star Alliance. Star Alliance välkomnade den föreslagna fusionen, med uttalandet "The integration teams from both sides will soon meet to assess the necessary steps, in order to guarantee a smooth transition of the merged Aegean Airlines and Olympic Air operations into the Star Alliance network".
Vid Aegeans välkomstceremoni i Star Alliance den 30 juni 2010, bekräftade Star Alliances VD Jaan Albrecht att i den utvidgade enheten att vara en fullvärdig medlem i Star Alliance om den planerade sammanslagningen godkänns.
Efter en inledande granskning av fusionen uttryckte Europeiska konkurrenskommissionen den 30 juli 2010 tvivel om att sammanslagningen skulle uppfylla konkurrensreglerna, med hänvisning till "allvarliga konkurrensproblem" särskilt på den inhemska marknaden, men även på flera internationella rutter. Kommissionen förklarade vidare att den hade "allvarliga tvivel" om att sammanslagningen mötte kraven på marktjänster vid grekiska flygplatser samt tillhandahållande av statligt subventionerade rutter, vilket skulle föra samman de "två starkaste och mest trovärdiga anbudsgivare" i kollektivtrafikförordningens rutter . Kommissionen valde att starta en 90-dagars fördjupad undersökning av den föreslagna fusionen i syfte att ytterligare bedöma effekterna av sammanslagningen. Kommissionen förväntades ge sina slutgiltiga beslut den 7 december 2010. I en intervju med tidskriften Air Transport World i augusti 2010 uppgav Dimitris Gerogiannis, vd för Aegean Airlines, att deras främsta mål vid den tiden var att sammanslagningen skulle kunna genomföras. Han gick vidare med att säga att sammanslagningen med Olympic Air var en fråga om lönsamhet, driven av den "ekonomiska och affärsmässiga verkligheten". Gerogiannis hävdade att Grekland inte kunde upprätthålla två fullserviceflygbolag, med andra europeiska länder och flygbolag som exempel. Senare den månaden visade Aegean upp sina första förluster på flera år, vilket ytterligare visade ett trängande behov av sammanslagningen, medan båda flygbolagen planerade olika nedskärningar.
Trots att sista dagen på beslutstiden var satt till den 7 december 2010 hoppades Olympic och Aegean att ett EU:s beslut skulle komma tidigare. De två flygbolagen väntades lämna över alla uppgifter och dokument som begärts av EU i slutet av september 2010. Olympic och Aegean hade hoppats på ett snabbt beslut för att kunna synkronisera 2011 års tidtabeller senast i november 2010, som är branschstandard, för att kunna utnyttja fördelarna och synergierna i fusionen så snart som möjligt. Flygbolagen hävdade att ett senare beslut skulle skada dem ekonomiskt och konkurrenskraftigt mot andra flygbolag, och fördröja full nytta av sammanslagningen fram till 2012.
Den 24 september 2010 meddelades det att Olympic Air hade vunnit European Regions Airline Association Silver Award: Airline of the Year för 2010/2011. Olympic fick beröm för att driva 190 dagliga flyg inom två månader efter påbörjad verksamhet, trots att det var nystartat under en extrem ekonomisk kris i Grekland och mot bakgrund av ett turbulent förflutet.
Den 21 oktober 2010 meddelade EU-kommissionen att de skulle försena beslutet om sammanslagningen till den 12 januari 2011. EU-kommissionären Joaquín Almunia hänvisade även till svårigheter med de två företagen som utgör nästan hela den grekiska marknaden. Även om en specifik orsak till förseningen aldrig gavs, så skjuter kommissionen vanligen på beslut när företag erbjuder sig att vidta åtgärder för att minska oron. Den 17 november 2010 bekräftade Joaquín Almunia att de två företagen fortfarande har vissa svårigheter att övervinna oron över sammanslagningen, men underströk att de fortfarande har flera veckor kvar till att finna en lämplig lösning innan det planerade beslutet 12 januari 2011. Den 10 december 2010 rapporterade grekiska medier att Europeiska kommissionen har skjutit fram sistadatumet för domen igen, denna gång med ett nytt preliminärt datum den 2 februari 2011.
Den 26 januari 2011 blockerade EU-kommissionen samgåendet mellan de två flygbolagen med hänvisning konkurrensproblem. Kommissionen uppgav att fusionen skulle ha skapat en monopolliknande situation i Greklands flygmarknad, i och med att det sammanslagna flygbolaget skulle kontrollera mer än 90 % av det grekiska inrikesflyget. Kommissionen påtstod vidare sin övertygelse att sammanslagningen skulle leda till högre biljettpriser för fyra av de sex miljoner grekiska och europeiska passagerare som flyger till och från Aten varje år, utan några realistiska utsikter att ett nytt flygbolag som är tillräckligt stort skulle komma in på marknaden för att hindra det sammanslagna flygbolagets prissättning. Dessutom konstaterade kommissionären Joaquín Almunia att fusionen skulle ha lett till högre priser och lägre kvalitet på tjänsterna för greker och turister som reser mellan Aten och de grekiska öarna, där det sammanslagna flygbolaget skulle ha en nästan total dominans mellan Aten och Thessaloniki, och mellan huvudstaden och åtta ö-flygplatser. Båda företagen erbjöd åtgärder i ett försök att lindra oroligheter, dock trodde EU inte att det skulle vara tillräckligt för att skydda resenärerna och minska konkurrensproblemen. En av de åtgärder som företagen föreslog var  att man skulle avstå starter och landningar vid grekiska flygplatser som man hade tillstånd för, men kommissionen noterade att grekiska flygplatser inte lider av samma trängsel som observeras på andra europeiska flygplatser vid tidigare sammanslagningar av flygbolag eller allianser.
Joaquín Almunia konstaterade att flygbolagen kunde ha vunnit godkännandet om de hade erbjudit att sälja en del av sin flotta till en potentiell konkurrent eller låta ett annat flygbolag använda sig av deras varumärken, per ett EU-förslag. Aegean Airlines kallade varumärkesförslaget för oacceptabelt och vice ordförande Eftihios Vassilakis påstod att varumärkena hade ett stort värde som båda flygbolagen hade arbetat hårt för att bygga upp. Dessutom uppgav Vassilakis att varumärke- och flottåtgärderna saknade motstycke i historien om flygbolagsfusioner.
I en kommentar till utvecklingen i ett gemensamt pressmeddelande, konstaterade Aegean Airlines ordförande Thodoros Vasilakis "Under förra året presenterade vi till Europeiska kommissionen fördelarna med sammanslagningen för våra företag, våra passagerare och vårt lands ekonomi. Vi erbjöd också viktiga åtaganden för att skydda konsumenter såväl som åtgärder för att underlätta för nya konkurrenter på den inhemska marknaden. Tyvärr beslutade EU att förbjuda avtalet. En viktig möjlighet för en konsoliderad representation i den europeiska flygmarknaden har förlorats. Vi kommer att anpassa oss och fortsätta. Vår meritlista visar att vi kan lyckas även i utmanande tider." Olympic Airs ordförande Andreas Vgenopoulos uttalande liknade Vasilakis tankar om att gå framåt, och påstod även "EU:s beslut kommer att få negativa konsekvenser för såväl konsumenter som vårt lands ekonomi, medan det kommer att gynna utländska konkurrenter. Självklart kommer vi, liksom Aegean, att fortsätta att göra vårt bästa till förmån för vår personal, våra aktieägare och våra passagerare". Båda flygbolagen uppgav också att de kommer att studera rapporten från EU, och efter noggrann analys och diskussion med sina rådgivare, beslutar om ett eventuellt överklagande.
Efter en omorganisering i styrelsen meddelade Olympic Air den 2 mars 2011 att de planerar att överklaga EU-domen med Aegean Airlines, samtidigt som de också aviserade förändringar i linjenätet, utöver sin strategiska justering, vilket inkluderade nedläggning av de flesta av de västeuropeiska rutterna och tillägg av nationella och regionala linjer.

### Codeshare
Olympic Air har codeshareavtal  med följande flygbolag:
- Cyprus Airways
- Delta Air Lines[5][58][59]
- Etihad Airways[60]

## Flotta
Den aktiva flottan i Olympic Air består av följande flygplan med en medelålder på 6,2 (april 2011) år:

## Travelair Club
Travelair Club (skrivs som Travelair Club) är Olympic Airs bonusprogram som lanserades i november 2009. Medlemmar kan tjäna miles på Olympic Air, Delta Air Lines och Cyprus Airways flyg, hyrbil och hotell. Den består av tre nivåer:
- Blue: Erbjuder förval av plats samt rabatter i restauranger, caféer och konditorier i Grekland.
- Silver: Utöver privilegierna i nivån Blue erbjuder silvernivån 10 % extra miles på Olympic Air och Cyprus Airways flyg, förval av mat, prioritet på väntelistor på överbokade flygningar, extra bagage, dedikerad incheckning och rabatter på Blue Star Ferries och Superfast Ferries biljetter till destinationer som inte trafikeras av Olympic Air. Silver-nivå erhålls genom att tjäna 8 000 miles inom ett år.
- Gold: Utöver silvernivån erbjuder Guldnivån 20% extra miles på Olympic Air och Cyprus Airways flyg, 24 timmar gratis parkering på Atens flygplats, tillgång till Olympic Airs VIP-lounger, prioriterat in- och utlämning av bagage och 10% rabatt på vistelser på Classical Hotels i Grekland. Guldnivå erhålls genom att tjäna 20 000 miles inom ett år.

## Uniform
Nya uniformer valdes ut i en onlineomröstning, efter en öppen inbjudan till designers för Olympic Air flygvärdinnor. Olympics flygande personal bär efter omröstningen uniformer designade av Celia Kritharioti.

## Priser och utmärkelser
Sedan lanseringen har Olympic Air fått ett antal priser och utmärkelser:
- 2010 – Silver Effie Award for Corporate Communication[65]
- 2010/2011 – European Regions Airline Association Silver Award: Airline of the Year[40]
- 2011 – Condé Nast Traveller 2011 Readers Choice Awards: Top Domestic Airline[66]